# Johann Protzkar
Johann Evangelista Protzkar, též Jan Pročkar (4. prosince 1820 Staré Město – 6. února 1903 Uherské Hradiště), byl rakouský politik z Moravy (národnostně nevyhraněný, ale zpočátku se přiklánějící k proněmeckému proudu); poslanec Moravského zemského sněmu a dlouholetý starosta Uherského Hradiště.

## Biografie
Byl druhorozeným synem mlynáře Bernarda Protzkara (1783–1845) a jeho manželky Anny (1794–1867), rozené Poličkové. Jeho starší bratr Josef zdědil otcův mlýn. Po Johannovi přišli na svět ještě František a Václav. 
Byl synem mlynáře ze Starého Města. Profesí působil jako obchodník. V Uherském Hradišti se usadil roku 1837. Od roku 1865 až do roku 1896, tedy po více než třicet let, zastával post starosty Uherského Hradiště.
Z hlediska národnostního byl nevyhraněný. Odmítal radikalismus český i německý. Na radnici v Uherském Hradišti reprezentoval tzv. purkmistrovskou stranu, která byla především provídeňská, konzervativně a prorakousky orientovaná. Náležel do ní i pozdější Protzkarův nástupce Josef Stancl. O této straně se uvádí, že sdružovala některé osoby české národnosti i umírněné Němce. V jiném zdroji je Protzkar řazen mezi osoby německého jazyka. List Moravská orlice ale popisuje etnickou příslušnost Protzkara následovně: „Měšťanosta náš p. Jan Protzkar pochází ze Staroměstského dol. mlýna, vychodil v Uh. Hradišti 4 třídy německé nár. školy, tam naučil se trochu německy a nyní se na povel Dr. Prombera vydává v lámané němčině bar. Conradovi za ryzého Němce.“ V nekrologu z roku 1903 zase deník Národní politika uvedl, že „Ačkoliv po celou dobu své činnosti byl sloupem němectví v Uh. Hradišti, přece nikdy pořádně německy se nenaučil. Jako renegát byl pouhou loutkou v rukou Němců.“
V případě purkmistrovské strany šlo o jednu ze tří stranických skupin na tamní radnici, kromě ní to ještě byla strana otevřeně německá (vedl ji Josef Frendl) a strana uvědoměle česká (jejím předákem byl Josef Fanderlík). Zpočátku se Protzkar profiloval jako ústavověrný politik (tj. provídeňský, centralistický, odmítající české národní hnutí). Od vnějškově německé Ústavní strany se ale odklonil v polovině 80. let. V roce 1884 změnil svou politickou orientaci, opustil německý liberální tábor a přešel ke spojenectví s českou stranou, čímž umožnil postupný přechod radnice v Uherském Hradišti do rukou české většiny. V obecních volbách 1886 uspěl blok české a purkmistrovské strany. V roce 1890 tato aliance dvou táborů získala i podporu většiny místních židů, čímž byl proces přechodu komunální samosprávy pod českou dominanci dovršen. V roce 1896 se Protzkar vzdal kandidatury na post starosty ve prospěch Josefa Stancla.
Získal titul císařského rady.
V 70. letech se zapojil i do vysoké politiky. V zemských volbách v prosinci 1871 byl zvolen na Moravský zemský sněm, za kurii městskou, obvod Uherské Hradiště, Ostroh, Bzenec, Veselí. Mandát zde obhájil v zemských volbách roku 1878. V roce 1871 se uvádí jako oficiální kandidát německého volebního výboru v Brně (tzv. Ústavní strana, liberálně a centralisticky orientovaná). Jako ústavověrný kandidát je zmiňován i ve volbách roku 1878.
Zemřel v únoru 1903 ve věku 82 let. V Uherském Hradišti je po něm pojmenována Protzkarova ulice. 
Oženil se 26. ledna 1858 s Terezií Poličkovou (1832–1877), dcerou měšťana Jana Poličky. Do manželství se narodilo pět dětí, ale dospělosti se dožila pouze dcera Helena (1865–1941), která se roku 1888 provdala za rytíře Jaroslava Zapletala z Luběnova (1856–1936).
V roce 2010 zemřel jeden z posledních Protzkarových potomků, Viola Schwarzová, rozená Červínkova, jež byla vnučkou Protzkarovy dcery Heleny.  Manželem Violy byl profesor pražské konzervatoře a pravnuk Bedřicha Smetany Lubor Schwarz.